# Ivano Cipriani
Ivano Cipriani (Roma, 13 maggio 1926 – Roma, 1º maggio 2025) è stato un giornalista e saggista italiano, membro dell'Associazione Italiana di Sociologia.

## Biografia
È nato a Roma da modesta famiglia di immigrati toscani. Si laurea in Giurisprudenza nel 1951 con una tesi in Diritto pubblico sull'Amministrazione della Cinematografia. Scrive per quotidiani e periodici; è titolare della rubrica di critica televisiva dei quotidiani Il Paese e Paese sera (1956-1983) e del settimanale Rinascita (1962-1982); dirige il mensile di comunicazioni di massa Gulliver (1984-1991). Dal 1971 è docente di Teoria e tecniche delle comunicazioni di massa all'Università "La Sapienza" di Roma e successivamente all'Università Roma Tre. È stato il primo presidente del DAMS di questo Ateneo. È membro dell'Associazione Italiana di Sociologia (AIS) e del Sindacato Nazionale dei Critici Cinematografici Italiani (SNCCI). Svolge attività di organizzatore culturale e di coautore nel campo del cinema ed è condirettore della Mostra Internazionale del telefilm "Teleconfronto" (1982-1989). È membro di giuria dei festival della televisione di Rio de Janeiro (1986), e Montréal (1992) e, come presidente, di quello di Valencia (1988). Dal 1978 al 2002 è vicepresidente del Comitato Regionale del Lazio per il Servizio Radiotelevisivo. È stato membro del Consiglio di amministrazione della casa editrice ERI (1991-1994) e consulente del Dipartimento Educational della Rai (2002-2003). È autore di libri e saggi di cinema, televisione e comunicazione di massa. Nel 1953 si sposa con la scrittrice Maria Luisa Fagioli. Hanno avuto due figli (Liu e Furio) e tre nipoti (Viola, Emiliano e Jordi)
È morto il 1 maggio 2025

## Attività giornalistica
Nel 1948 dà vita, insieme a Mino Argentieri ed altri, al Centro Cinematografico popolare (proiezioni gratuite di film fuori-circuito o proibiti in periodo fascista) e ne assume la segreteria. Chiuso il Centro per i reiterati interventi della censura, fonda, sempre con Argentieri e lo stesso gruppo di amici, il Circolo di cultura cinematografica Charlie Chaplin (aderente alla Federazione Italiana dei Circoli del Cinema- FICC) di cui è per qualche tempo segretario. Il Circolo cesserà le sue attività nel 1974.
In questo periodo ha inizio la sua attività giornalistica. È tra i fondatori della rivista Filmcritica e ottiene le sue prime collaborazioni ai quindicinali Cinema (nuova serie) e Cinema Nuovo di Guido Aristarco, L'eco del Cinema e La Fiera del Cinema. Si occupa prevalentemente di cinematografie specializzate (documentari didattici, cinema per ragazzi, disegni animati, nonché corti in genere e cinema d'avanguardia). È cosceneggiatore di documentari. Tra gli altri: Tv in paese ed Africa Chiama di Ansano Giannarelli. Insieme a Mino Argentieri vince il premio delle Olimpiadi della Cultura, con un soggetto cinematografico dal titolo “Gli anni della nostra giovinezza”. Collabora alla rivista Teatro d'Oggi e scrive ballate e testi teatrali per il gruppo “Teatro di Massa”
Nel 1956 diventa redattore de Il Paese e poi di Paese Sera (fino al 1983). Avvia la rubrica di critica televisiva, di cui sarà titolare fino alla chiusura del giornale. Per brevi periodi svolge anche le mansioni di critico cinematografico e teatrale. A Paese Sera è inviato, corrispondente, editorialista, caposervizio agli “spettacoli” e responsabile del “supplemento radio-tv”. I suoi articoli di critica televisiva e il supplemento da lui curato vengono ripresi dal quotidiano L'Ora di Palermo. È titolare di una rubrica settimanale sulla televisione della emittente Videouno che fa riferimento al quotidiano Paese Sera (1980). Ha collaborato alla rivista Cinemasessanta  ed è stato membro del suo Comitato direttivo, curando l'inserto “Terza rete” dedicato alla TV. Ha dato vita, con Arturo Gismondi, alla rivista Televisione (cinque numeri tra il 1964 e il '65). Scrive per l'Enciclopedia Treccani le voci “Cinema per ragazzi” e “Disegni animati”.
Collabora alla realizzazione del film inchiesta di Cesare Zavattini I misteri di Roma . Da Tele Lugano (Svizzera) conduce la rubrica “Ricercare” (1977-1979) dedicata al cinema e alla televisione sperimentale e d'avanguardia. Nel 1983, conduce per Radio RAI 1 la rubrica “Giostra”, dedicata alla promozione della lettura di riviste e periodici.
Nel 1982, insieme a Stefania Brai, Silvio Maccari ed altri, dà vita alla Mostra internazionale del Telefilm Teleconfronto (promossa dall'Associazione per Chianciano, Siena), che si svolgerà per sei edizioni, fino al 1989, sotto gli auspici del Conseil International du cinéma, de la télévision et de la communication audiovisuelle (fondato dall'UNESCO). È condirettore della Mostra, con la responsabilità specifica delle iniziative culturali e degli eventi speciali.. In sei convegni internazionali si sviluppa il dibattito sull'autonomia reciproca di cinema e televisione, sulla loro interazione industriale ed espressiva, nonché sulla scoperta di nuove strade della fiction TV.
Dal 1991 al 1994 è membro del Consiglio di Amministrazione dell'ERI (Editrice Radiotelevisione Italiana - RAI) e presidente della Commissione editoriale della stessa. Nel 2002-2003 è consulente del Dipartimento Educational della RAI, incaricato di predisporre le basi di archiviazione per la messa in onda di una collana di trasmissioni tv sul lavoro in Italia, dalla fine della seconda guerra mondiale ad oggi.
Dal 1999 al 2003 è Capo ufficio stampa dell'Istituto Universitario di Scienze Motorie di Roma.

## Docenza universitaria
Nel 1971 riceve l'incarico della direzione della Terza cattedra di Teoria e Tecniche delle Comunicazioni di Massa della Facoltà di Magistero dell'Università di Roma “La Sapienza”. A conclusione di una serie di ricerche sull'uso delle tecnologie audiovisive leggere (videoregistratore e sue applicazioni), dirige, a nome della stessa Università, la sperimentazione Comunicazione e territorio (1976-1978) condotta nelle fabbriche e nelle scuole del Valdarno (Ar). I risultati sono presentati a Berlino Ovest nel convegno dell'ICA (International Communication Association, 1978) e a Parigi nel convegno internazionale sul “Cadre de vie” (stesso anno). La ricerca è assunta come iniziativa campione dal Consiglio dell'Europa e presentata al Convegno di Lione sull'animazione (1978).
Nel 1977 è stato membro del Conseil Scientifique, technique & social del 2° Rencontre International des Rives de l'Etang de Berre (Istres-Marsiglia).
Nel 1985 vince il concorso per la docenza alla cattedra di Teoria e Tecniche delle Comunicazioni di Massa della Facoltà di Magistero della “Sapienza” di Roma e dal 1992 passa alla Facoltà di Lettere dell'Università degli Studi “Roma Tre”. È il primo Presidente del Corso di Laurea in Discipline d'Arte, Musica e Spettacolo (DAMS) dell'Ateneo. In questo periodo si ampliano gli insegnamenti di giornalismo e di comunicazione di massa. Lascia l'Università, per raggiunti limiti di età, nel 1998.
Ha tenuto lezioni alle Università di San José di Costarica, (UNESCO, sull'uso sociale del video e l'esperienza italiana, 1988); di San Luis Potosí (Messico), al Congresso Internazionale sulla Rivoluzione Messicana (1990) presentando i risultati di una ricerca di cattedra sul rapporto tra stampa italiana e Rivoluzione messicana e di San Paolo del Brasile (sulla tv italiana ed europea, 1990). In Italia alle Università di Urbino, Università Orientale di Napoli e Università di Palermo. Ha partecipato con relazioni o interventi a convegni culturali e scientifici sulla comunicazione di massa soprattutto in Italia e poi in: Cecoslovacchia (Praga, 1966), Francia (Istres, e Parigi, 1977), Repubblica federale tedesca (Otzenhausen e Berlino Ovest, 1978), Brasile (Rio de Janeiro, 1986), Costarica (San José, 1988), Grecia (Delfi, 1988) e Uruguay (Montevideo, 1990).
Iscritto al Partito Comunista Italiano (1948-1991), dal 1958 al 1982 è stato membro della Commissione culturale e di quella sulle comunicazioni di massa di quel partito. Ha ricoperto ruoli direttivi nell'AIART (Associazione Italiana Ascoltatori Radiotelevisione, di cui era presidente Ferruccio Parri). Dal 1990 al 2003 è stato membro, con diversi incarichi, del Comitato Radiotelevisivo della Regione Lazio.

## Opere

### Monografie
- Lineamenti di Economia della Televisione, Dispensa a stampa, Roma, Accademia, 1971;
- La Produzione cinematografica e televisiva, Dispensa a stampa, Roma, Accademia, 1972;
- Il Fenomeno Televisione, Dispensa a stampa, Roma, Accademia, 1978;
- La Televisione, Roma, Editori Riuniti, 1980, ISBN 978-88-359-2161-5; edito in Spagna con il titolo Televisión, Barcelona, Ediciones de Serbal, 1981, ISBN 84-85800-22-2;
- L'Europa dei Telefilm (a cura), Torino, ERI, 1987, ISBN 88-397-0476-0;
- Ha curato l'edizione italiana e l'introduzione di Armand Mattélart, Multinazionali e Comunicazioni di Massa, Roma, Editori Riuniti, 1987, ISBN 978-88-359-1205-7.
- Balilla blues. Diario di una liberazione.  Memorie 1926-1944, vincitore del 32º Premio Pieve Saverio Tutino 2016, Milano, Terre di Mezzo, 2017, ISBN 978-88-6189-090-9

I suoi saggi sono apparsi in libri collettanei o in riviste. Tra gli altri:
- La censura cinematografica in Italia (con M. Argentieri), «Società», 10, 3, giugno, Torino, Einaudi, 1954; il tema è nuovamente trattato in «Il Ponte», novembre, Firenze, La Nuova Italia, 1961; poi ripreso con il titolo Fig Leaves and Politics in «Atlas, The World Press in Translation», September, 1962, New York, Worley Publishing Co.;
- Con lo pseudonimo Maurizio Massabò scrive una Breve storia del cinema pubblicitario in cinque puntate, «Sipra», nn. 2, 3, 4, 5, 1962 e n. 2, 1963, Torino, SIPRA;
- I tre colori della tv «Il Contemporaneo», 74, Roma, Editori Riuniti, 1963, pp.  78–91;
- La televisione in URSS, «Il Contemporaneo», 7, 73 (pp.  61–78) e 7, 74 (pp., 55-85), Roma, Editori Riuniti, 1964;
- Cultura di massa, in «Strumenti audiovisivi e pubblico», Quaderni, 2, Bologna, ARCI, 1968, pp.  07–15;
- Televisione e decentramento, «Bianco e Nero», 1-2, Roma, Ed. Bianco e Nero, 1971, pp.  31–41;
- Iniziative e prospettive di sviluppo degli enti di stato nelle cinematografie specializzate, in AA. VV. Il cinema e lo Stato, Marsilio, Venezia, 1973, pp.  55–74;
- Problemi e prospettive della videoregistrazione, «Ulisse», 13, 80, settembre 1975, Firenze, Sansoni;
- 600 ore di Rai-Tv per lo spettatore seduto, in AA. VV. Sport e società, Roma, Editori Riuniti, 1976, pp.  147–56;
- La critica televisiva (intervista a più voci), in Franco Pecori (a cura di), Cinema, arte, tv, Roma, Bulzoni, 1977, pp.  99–114;
- Il cinema italiano tra volontarismo e pessimismo, in Vittorio Boarini, Pietro Bonfiglioli (a cura di), La Mostra internazionale del cinema libero, Venezia, Marsilio, 1981, pp.  172–84;
- L'area marxista, in AA. VV. La chiesa dell'aria, Roma, Edizioni Paoline, 1981, pp.  204–11:
- Appunti sull'immaginario elettronico, «Educazione oggi», 17, Pavia, Amministrazione provinciale, 1982, pp.  79–92;
- Leggere con il telecomando, in Stefania Fabri, Francesca Lazzarato, Vinicio Ongini (a cura di), Il libro nella pancia del video, Roma, Ediesse, 1986, pp.  139–48, ISBN 978-88-2300-680-5;
- Hollywood 1927-1939:il cinema hispano, in Gabriella Ferruggia, Paola Ledda, Dario Puccini (a cura di), Americhe amare, Quaderni di letterature d'America, 2, Roma, Bulzoni, 1987, pp.  343–51;
- Christopher Columbus: the forgotten hero of Italian cinema and television, «Letterature d'America», 44, Roma, Bulzoni, 1992, pp.  111–21 (letta all'Università di Siviglia, durante la sessione dell'"American Columbiad: Discovering America");
- Comunicazioni di massa e sud del mondo, in M. Salvatore (a cura di), Va in onda l'apartheid, Roma, Datanews, 1991, pp.  73–85;
- Storie senza frontiera, la soap opera e la telenovela, «Letterature d'America», 47-48, Roma, Bulzoni, 1992, pp.  3–36;
- La svolta televisiva, in Lino Miccichè (a cura), Il cinema del riflusso, Venezia, Marsilio, 1997, pp.  45–57, ISBN 978-88-3176-750-7;
- Il cinema nella/della televisione, in Lino Miccichè (a cura di), Schermi Opachi, Venezia, Marsilio, 1998, pp.  61–77, ISBN 978-88-3176-993-8;
- Le avventure di un cineasta nel paese della Tv, in Stefano Masi (a cura di), A. Blasetti, Roma, Comitato Alessandro Blasetti per il centenario della nascita, 2000, pp.  158–76;
- Gulliver (1) gennaio 2002 "L'ingombro della memoria 1 e 2", saggio su Gianni Serra
- Quando la RAI raccontava il lavoro, in Antonio Medici ( a cura di), Filmare il lavoro, Annali dell'Archivio audiovisivo m.o.d., Roma, Ediesse, 2000, pp.  160–70, ISBN 978-88-3176-993-8:
- Cinquanta anni di lavoro raccontati dalla RAI, «Quaderni Rassegna Sindacale», 4, n. 3, Roma, Ediesse, 2003, pp.  85–96, ISSN 1590-9689;
- La tv italiana nel circuito globale della guerra (1991-2003), in Antonio Medici, (a cura di). Schermi di guerra, Annali dell'Archivio audiovisivo m.o.d., Roma, Ediesse, 2003, pp.  65–87, ISBN 88-230-0560-4;
- Le ragazze del cliffhanger, Pearl Withe e le avventure di Paolina, in Cristina Giorcelli (a cura di) Donne d'America, Studi in onore di Biancamaria Tedeschini Lalli, Palermo, Ila Palma, 2003, pp.  99–112, ISBN 88-7704-506-X;
- Le due scene, in Franco Montini e Piero Spila (a cura), Gian Maria Volontè, lo sguardo ribelle, Roma, Fandango Libri, 2004, pp.  145–56, ISBN 978-88-8751-778-1;
- La grande menzogna. Il cinema legge la tv, in Vito Zagarrio (a cura), Cine/ma tv, Torino, Lindau, 2004, pp.  117–40, ISBN 88-7180-534-8;
- Cinema e televisione, le convergenze parallele, in Bruno Torri (a cura), Nuovo cinema (1965-2005), scritti in onore di Lino Miccichè, Venezia, Marsilio, 2005, pp.  176–200, ISBN 88-317-8701-2;
- Quando si faceva la rivoluzione con l'Otello (memorie della Biennale riformata del 1974) firmato Maurizio Massabò, Cinema sessanta, 288, Reggio Calabria, Città del Sole, 2006, pp.  56–82.